# Dominik Korsak
Dominik Korsak herbu własnego – chorąży połocki w latach 1792-1804, koniuszy połocki w latach 1775-1792.
Poseł na sejm 1778 roku z województwa połockiego.